# Xorides philippinensis
Xorides philippinensis là một loài tò vò trong họ Ichneumonidae.